# Сквежинка
Сквежинка (пол. Skwierzynka) — село в Польщі, у гміні Сянув Кошалінського повіту Західнопоморського воєводства.
Населення — 328 осіб (2011).

## Демографія
Демографічна структура станом на 31 березня 2011 року:
|          | Загалом | Допрацездатний вік | Працездатний вік | Постпрацездатний вік |
| -------- | ------- | ------------------ | ---------------- | -------------------- |
| Чоловіки | 156     | 34                 | 114              | 8                    |
| Жінки    | 172     | 35                 | 111              | 26                   |
| Разом    | 328     | 69                 | 225              | 34                   |